# Hauptwil-Gottshaus
Hauptwil-Gottshaus es una comuna suiza del cantón de Turgovia, situada en el distrito de Weinfelden. Limita al norte con las comunas de Zihlschlacht-Sitterdorf y Muolen (SG), al este con Häggenschwil (SG), al sur con Waldkirch (SG), y al oeste con Bischofszell.
Hasta el 31 de diciembre de 2010 situada en el distrito de Bischofszell.

## Transportes
Ferrocarril
En la localidad de Hauptwil existe una estación de ferrocarril en la que efectúan parada trenes de cercanías de una línea de la red S-Bahn San Galo.

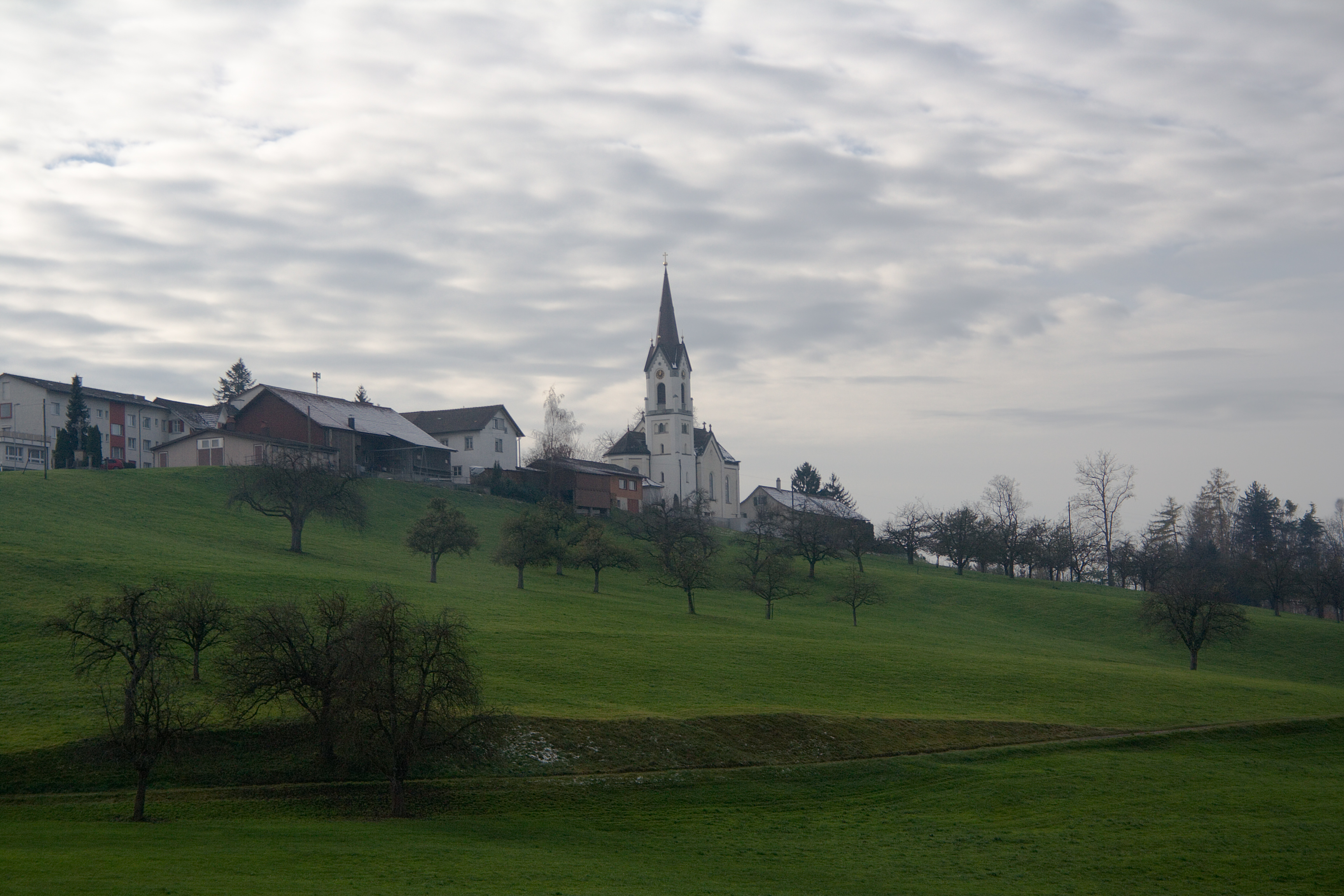
Vista de la iglesia y el ancianato.

## Curiosidades
La comuna recibió el premio Wakker de arquitectura en 1999. El consejero federal Fritz Honegger nació en Hauptwil.